# Дигай Микола Олександрович
Микола Олександрович Дигай (нар. 11 листопада 1908, село Покровське Області Війська Донського, тепер Неклинівського району Ростовської області, Російська Федерація — 6 березня 1963, місто Москва) — радянський діяч, міністр будівництва СРСР, заступник голови Ради міністрів РРФСР, голова виконавчого комітету Московської міської ради депутатів трудящих. Кандидат у члени ЦК КПРС у 1952—1961 роках. Член ЦК КПРС у 1961—1963 роках. Депутат Верховної ради СРСР 2-го, 4—6-го скликань.

## Життєпис
Народився в селянській родині. З 1923 року працював робітником на будівництві. У 1925—1926 роках — співробітник Донського окружного комітету комсомолу (ВЛКСМ).
У 1927—1929 роках — котельник (казаняр) Таганрозького металургійного заводу.
У 1929 році закінчив Таганрозький вечірній робітничий факультет.
Член ВКП(б) з 1929 року.
У 1929—1932 роках — студент Московського вищого технічного училища імені Баумана.
У 1932—1935 роках — слухач Військово-інженерної академії РСЧА.
У 1935—1936 роках — інженер будівництва Новотагільського (Нижньотагільского) металургійного комбінату Свердловської області.
У 1937—1938 роках — голова виконавчого комітету Нижньотагільської міської ради депутатів трудящих Свердловської області.
У 1938—1939 роках — керуючий тресту «Уралважбуд».
У 1939—1946 роках — начальник Головного будівельного управління Уралу («Головуралбуду») Народного комісаріату із будівництва СРСР.
У січні 1946 — 14 червня 1947 року — 1-й заступник міністра будівництва військових та військово-морських підприємств СРСР.
14 червня 1947 — 9 березня 1949 року — міністр будівництва військових та військово-морських підприємств СРСР.
9 березня 1949 — 15 березня 1953 року — міністр будівництва підприємств машинобудування СРСР.
15 березня 1953 — 23 вересня 1957 року — міністр будівництва СРСР.
20 травня 1957 — 25 лютого 1958 року — міністр будівництва Російської РФСР.
25 лютого — 30 липня 1958 року — заступник голови Ради міністрів Російської РФСР.
У 1958—1959 роках — 1-й заступник голови Держплану Ради міністрів Російської РФСР.
20 серпня 1959 — 27 січня 1961 року — голова Комісії Президії Ради міністрів СРСР з питань капітальних вкладень — міністр СРСР.
У січні — вересні 1961 року — 1-й заступник міністра транспортного будівництва СРСР.
2 вересня 1961 — 6 березня 1963 року — голова виконавчого комітету Московської міської ради депутатів трудящих.
Помер 6 березня 1963 року в Москві. Урна з прахом похована в Кремлівській стіні на Красній площі Москви.

## Нагороди і звання
- два ордени Леніна
- два ордени Трудового Червоного Прапора
- орден Червоної Зірки
- медалі